# Kriegerdenkmal Peckfitz
Das Kriegerdenkmal Peckfitz ist ein denkmalgeschütztes Kriegerdenkmal im Ortsteil Peckfitz der Stadt Gardelegen in Sachsen-Anhalt. Im örtlichen Denkmalverzeichnis ist das Kriegerdenkmal unter der Erfassungsnummer 094 98287 als Baudenkmal verzeichnet.

## Allgemeines
Das Denkmal, an der Dorfstraße gelegen, ist eine Stele auf einem mehrstufigen Sockel, gekrönt von einem Adler. Auf der Stele befindet sich eine Inschrift für die gefallenen Soldaten des Ersten Weltkriegs. Davor wurde eine Gedenktafel für die Gefallenen des Zweiten Weltkriegs aufgestellt. Diese enthält keine Namensnennungen und ist mit einem Stahlhelm verziert.
Im Ort ist noch ein Gedenkstein für die Gefallenen der Befreiungskriege von 1813 vorhanden. In der Dorfkirche Peckfitz sind Gedenktafeln für die Gefallenen der Befreiungskriege von 1813 bis 1815, des Deutsch-Französischen Krieges von 1870 bis 1871 sowie des Ersten Weltkrieges aufgehängt.

## Inschrift
Stele
Gedenktafel bei der Stele